# Egeria (plant)
Egeria (Egeria densa Planch., synoniemen: Anacharis densa, Elodea densa) is een veel in aquaria gebruikte, overblijvende, ondergedoken, zoetwaterplant (hydrofyt). Het is een soort in de waterkaardefamilie (Hydrocharitaceae). De soort is verwant aan de waterpest. 

## Kenmerken
Egeria heeft lijnvormig bladen van ca. 1,5-4 cm lang. Middelste en bovenste bladen in kransen van (3 of) 4-6. De bloeitijd valt van juli tot in de herfst. De mannelijke bloemen staan 2-4 bijeen, hebben 9-12 mm lange kroonbladen en hebben 3-4 mm lange kelkbladen en 8-11 mm lange kroonbladen. De bloemdekbuis is tot 7,5 cm lang. Vrouwelijke bloemen worden in Europa niet waargenomen; de soort plant zich voort door afbrekende stengelfragmenten.

## Voorkomen
Egeria komt oorspronkelijk uit Zuid-Amerika. In Nederland is de plant op een aantal plaatsen verwilderd en komt daar dan soms massaal voor. Aan het wateroppervlak kunnen overlast gevende dichte matten van planten worden gevormd. De soort werd in 1944 voor het eerst in de Nederlandse natuur waargenomen en in 1976 was de vroegst bekende massale woekering. Volgens de Nederlandse overheid is de exoot 'potentieel invasief'. Hij verschijnt vooral in stedelijk gebied en op steeds andere plaatsen, waarschijnlijk als gevolg van stort van overtollige aquariumplanten.